# 綾乃 (AV女優)
綾乃（あやの、1972年3月1日 - ）は、日本の元AV女優。
秋田県出身。身長:163cm。スリーサイズ:B85・W57・H85。

## 出演作品
- 淫乱殿堂
- この女を淫乱と呼べ
- 人間核分裂
- 綾乃の快楽教
- 遊星からの淫乱X
- 淫乱道
- 肉の宴
- 新任女教師甘い放課後
- しとやかな淫獣
- 監禁ボディードール
- H秘書はナマがお好き12

## 雑誌
- オレンジ通信 1993年1月号 表紙